# Helsingborg
Helsingborg es una ciudad sueca de la provincia de Escania, situada al lado del estrecho de Øresund. Es sede del municipio homónimo. Se trata del lugar de Suecia más cercano a Dinamarca, con la ciudad danesa de Elsinor claramente visible al otro lado del estrecho; Öresundslinjen y Sundsbussarna compañía ofrecen servicio de ferri entre ambas (20 minutos).

## Toponimia
El nombre de la ciudad en sueco es Helsingborg ([hɛlsɪŋˈbɔrj]ⓘ). Su nombre oficial fue Hälsingborg entre 1912 y 1971.

## Historia

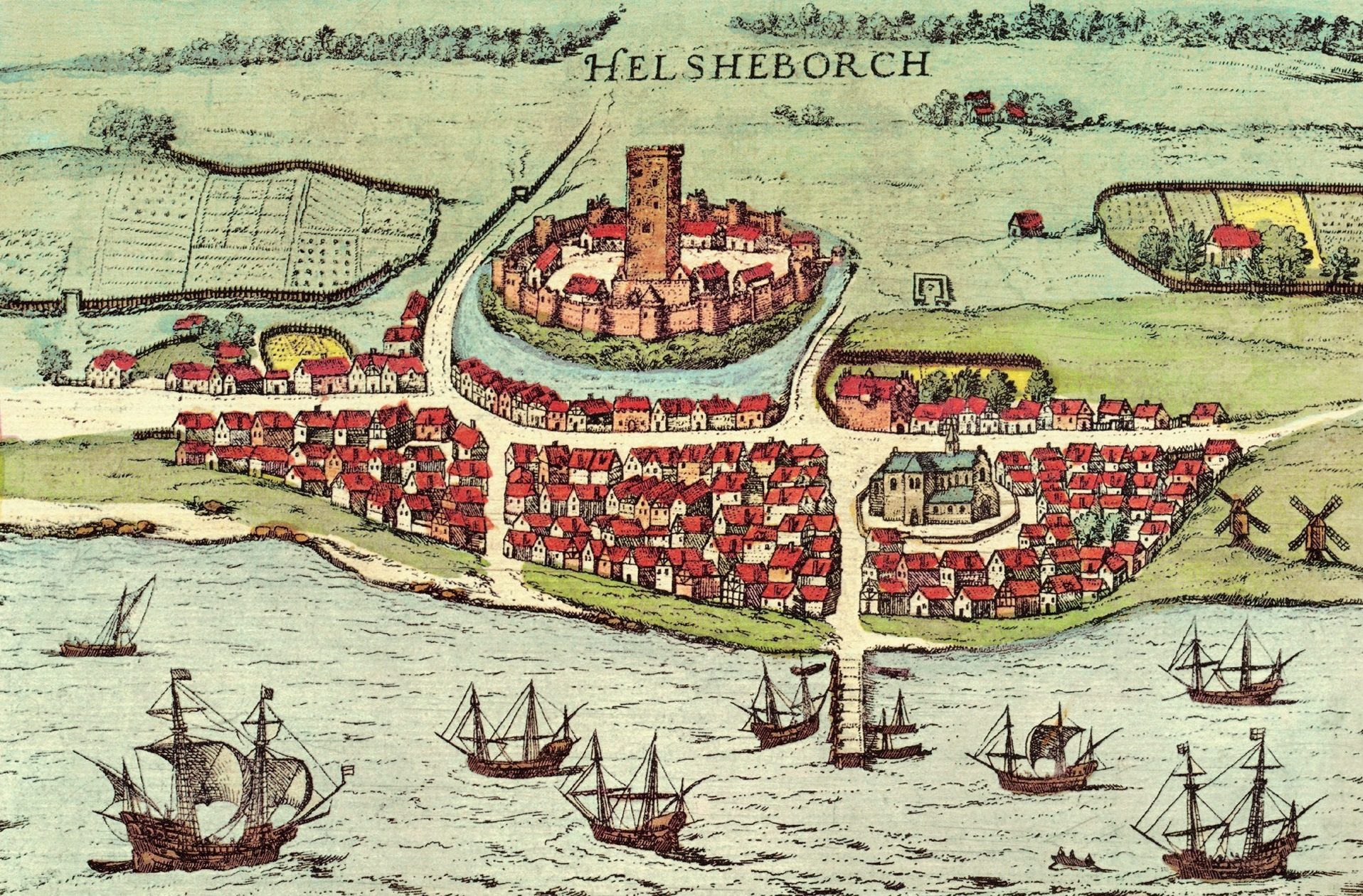
Helsingborg en el (Civitates orbis terrarum)

Helsingborg es una de las ciudades más antiguas de Suecia. Ha sido el lugar de asentamiento permanente de forma oficial desde el 21 de mayo de 1085.
La posición geográfica de Helsingborg en la parte más angosta del estrecho fue muy importante para Dinamarca, cuando en aquel momento tenía control sobre ambos lados de ese estrecho.
A partir de 1426 los daneses introdujeron los peajes del Sund o «peajes del estrecho» (Øresundstolden en danés), un impuesto sobre todos los buques comerciales que pasaran por el Øresund, entre Elsinor y Helsingborg. Este fue uno de los principales ingresos para la corona danesa y la causa principal del estallido de la guerra entre la Liga Hanseática y la Unión de Kalmar.